# Octavio Campero Echazú
Octavio Campero Echazú fue un escritor y poeta boliviano, considerado una de las cumbres de la poesía lírica de ese país andino.

## Biografía
Octavio Campero Echazú nació en Tarija el 21 de noviembre de 1900, hijo de Manuel Campero de la Peña y de Mercedes Echazú Suárez, ambos pertenecientes a tradicionales familias tarijeñas. Por vía paterna era bisnieto del Coronel Juan José Feliciano Fernández Campero, IV marqués del Valle de Tojo, conocido en la Argentina como "El marqués de Yavi", y nieto del general boliviano Fernando María Campero Barragán. En virtud de estos lazos familiares estaba emparentado con el obispo de Salta y Jujuy, Julio Campero y Aráoz y con la poetisa Lindaura Anzoátegui Campero, quienes habían incursionado en la poesía lírica, escribiendo obras que alcanzarían una relativa difusión en Bolivia y en la Argentina. 
Realizó sus primeros estudios en Tarija, para luego trasladarse a la Universidad Mayor Real y Pontificia San Francisco Xavier de Chuquisaca en Sucre, en dónde se graduaría como licenciado en derecho y en ciencias políticas en 1931. Durante esta etapa de su vida fue presidente de la Federación de Estudiantes de la Universidad, oponiéndose a la dictadura del presidente Bautista Saavedra Mallea y pregonando la adhesión del estudiantado sucrense a los postulados de la Reforma Universitaria argentina. 
Una vez concluidos sus estudios universitarios, se desempeñó como profesor en la Escuela Normal de Sucre, y como profesor de filosofía jurídica en la Universidad de San Francisco Xavier de Chuquisaca. También fue corresponsal de diarios argentinos y chilenos. En 1937 contrajo matrimonio con Delia Zabalaga Canelas, regresando definitivamente a Tarija, en donde a la par de sus tareas como director del Colegio San Luis y como promotor de la Universidad Misael Saracho, volcó su producción intelectual a la poesía lírica. 
En 1942, publicó su colección de poemas titulada "Amancayas", que le valió un amplio reconocimiento en Bolivia y en el exterior. Esta obra compuesta de poemas de honda inspiración pintoresca, rescata los paisajes, las tradiciones y los habitantes de Tarija, estilo que se repetiría en otras de sus obras, tal como sus poemas titulados "Voces" (1960). En 1963 publicó "Al borde de la sombra", otra colección de poemas que la valdría un amplio reconocimiento. En 1961 había ganado el Premio Nacional de Poesía, y en 1962, el Municipio de Tarija lo proclamó "Hijo Predilecto de la Ciudad" y la Universidad Misael Saracho le brindó el título de "Maestro de la Juventud Tarijeña". 
Luego de su fallecimiento en julio de 1970, el Ministerio de Educación y Cultura de Bolivia le otorgó el "Gran Premio Nacional de Literatura" en un reconocimiento póstumo a su obra y a su aporte a la cultura nacional. En 1971 se publicó su última obra, escrita antes de su muerte, "Aromas de otro tiempo", cuya edición estuvo a cargo de su esposa. 